# Cyathea multiflora
Cyathea multiflora är en ormbunkeart som beskrevs av James Edward Smith. Cyathea multiflora ingår i släktet Cyathea och familjen Cyatheaceae. Inga underarter finns listade.